# Sarroux
Sarroux è un comune francese di 448 abitanti situato nel dipartimento della Corrèze nella regione della Nuova Aquitania.

## Storia

### Simboli
il comune non ha adottato un proprio stemma ufficiale.

## Società

### Evoluzione demografica
Abitanti censiti